# Palacio Eguzkialde
El Palacio Eguzki Alde, Eguzkialde o Eguzki-Alde, también conocido como Palacio Barbier o como la Casa de la Alcaldesa, es un elegante y señorial palacio que se encuentra emplazado frente el promontorio de Arriluce, en el barrio de Neguri, municipio de Guecho, cercano a la ciudad de Bilbao.
La obra fue diseñada en 1918 por el arquitecto Leonardo Rucabado para Pedro Maria Barbier.

Las grandes villas residenciales de Getxo fueron calificadas en 2001 como Bien Cultural, con la categoría de Conjunto Monumental. 
Es popularmente conocido como Casa de la Alcaldesa ya que en 1957 fue adquirido por el matrimonio formado por Enrique Lequerica Erquicia y Pilar Careaga Basabe, primera mujer licenciada en ingeniería industrial de España y alcaldesa de Bilbao entre 1969 y 1977.
Su posición topográfica, y su aspecto grandilocuente le confieren un aspecto muy teatral. Las vistas de este palacio están orientadas hacia la Bahía del Abra, donde desemboca la ría de Bilbao y su emplazamiento, tamaño, riqueza, calidad arquitectónica y ambiental, lo convierten en uno de los edificios más conocidos y representativos de la arquitectura vizcaína del primer tercio del siglo XX. 

## Entorno

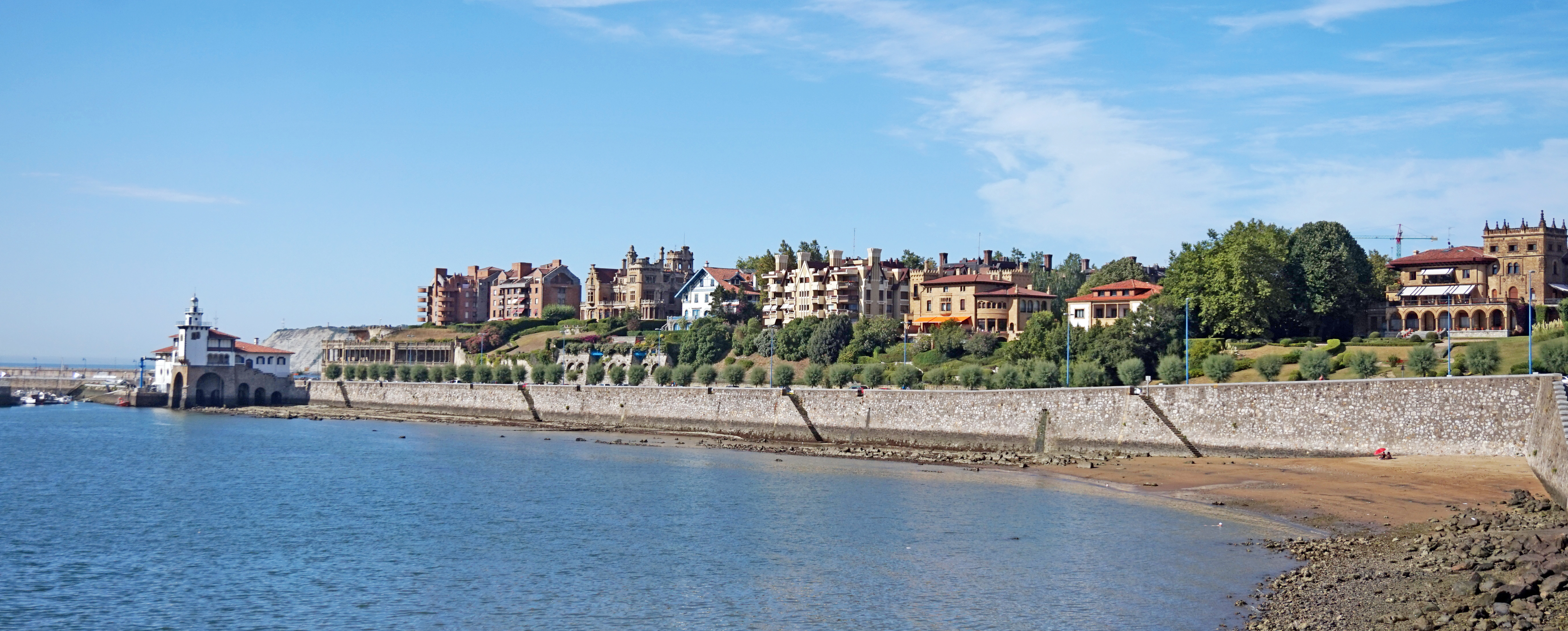
Vistas hacia donde se orienta el edificio.

Se ubica frente al promontorio de Arriluce, donde se concentran un conjunto de casas de principios de siglo, pertenecientes en su origen a la alta burguesía, las cuales han sido reformadas desde aquellos años, en mayor o menor medida. Así, en este  promontorio, destacan el Palacio Lezama Leguizamón, obra del arquitecto José María de Basterra; el Palacio Ampuero, diseñado en 1928 por el arquitecto Manuel María Smith, a petición del empresario y político José Joaquín Ampuero del Río y su familia; o el Palacio Mudela.
Junto al promontorio de Arriluce, se encuentra la Avenida Zugazarte en la que destacan palacios y palacetes como el de Eguzkialde, el Palacio San Joseren, el Palacio Kai-Alde, el Itxas Begi, o el Palacio del Marqués de Olaso.
En esta zona nos encontramos con todo una riquísima variedad de estilos arquitectónicos, que van desde el neo-vasco hasta el regionalismo neo-montañés, pasando por el neo-medievalismo. La característica más común de todas ellas está en la singularidad que prevalece sobre cualquier otro valor, además de unos jardines bien cuidados sobre los escarpes que completan este conjunto de relieve paisajístico.
Las grandes villas residenciales de Getxo fueron calificadas en 2001 como Bien Cultural, con la categoría de Conjunto Monumental.

## Distribución
Este palacio es uno de los más originales y máximos exponentes de la arquitectura doméstica dirigida a la alta burguesía de Vizcaya en el cambio de siglo. Destaca por ser uno de los edificios de estilo montañés más representativo del municipio.

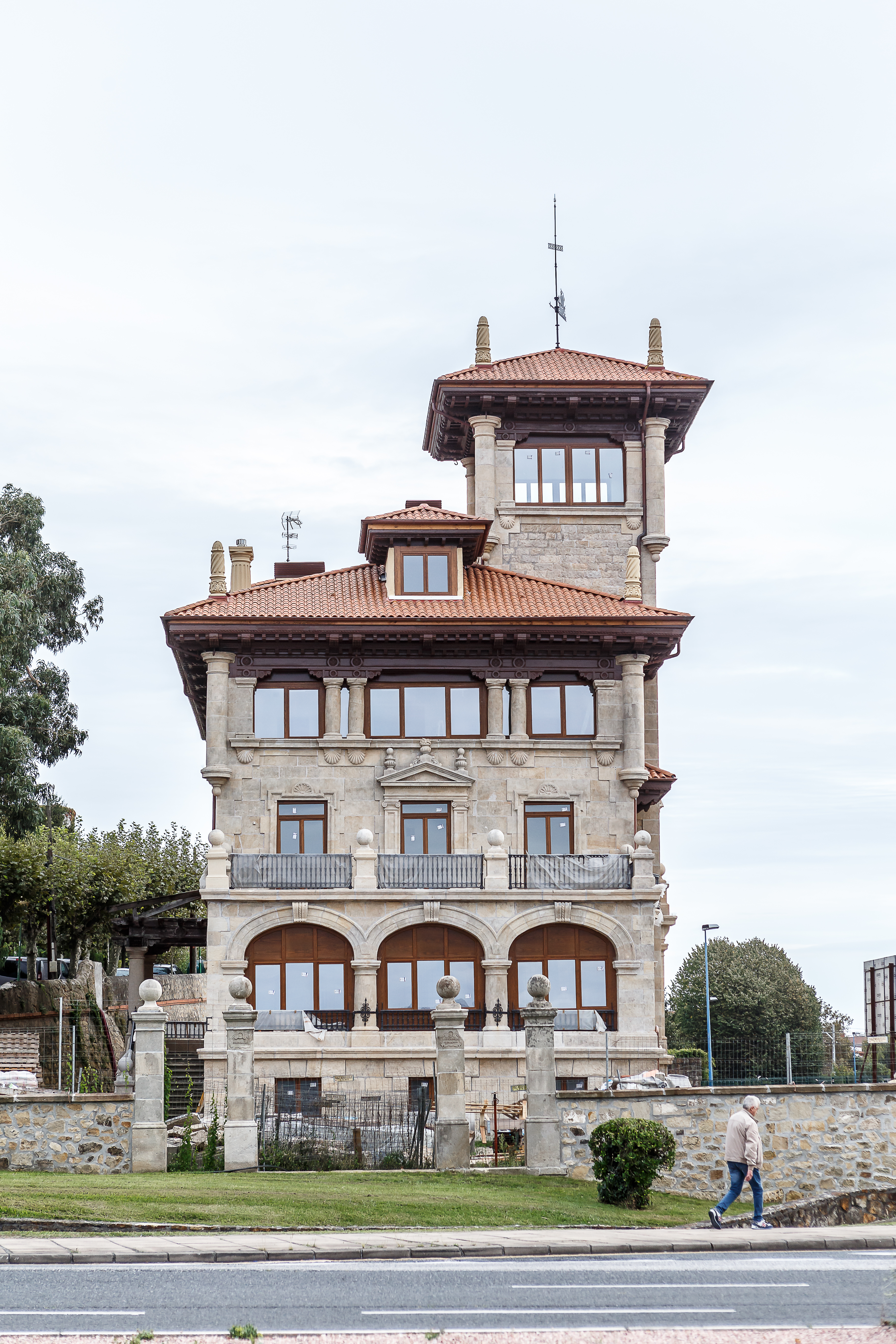
Fachada orientada hacia el mar.

Hace uso del característico volumen cúbico torreado, con un claro predominio de la ornamentación clásica sobre la popular, que sólo destaca en las solanas y cuerpos de entramado. La fábrica se apareja en sillería de excelente calidad, que en las esquinas se ajusta formando cadenetas.
La construcción es exenta, de planta rectangular, y cubierta a múltiples vertientes, de la que sobre sale una torre lateralizada, de sección cuadrada y cubierta piramidal, con amplios aleros artesonados sobre anchas cornisas.

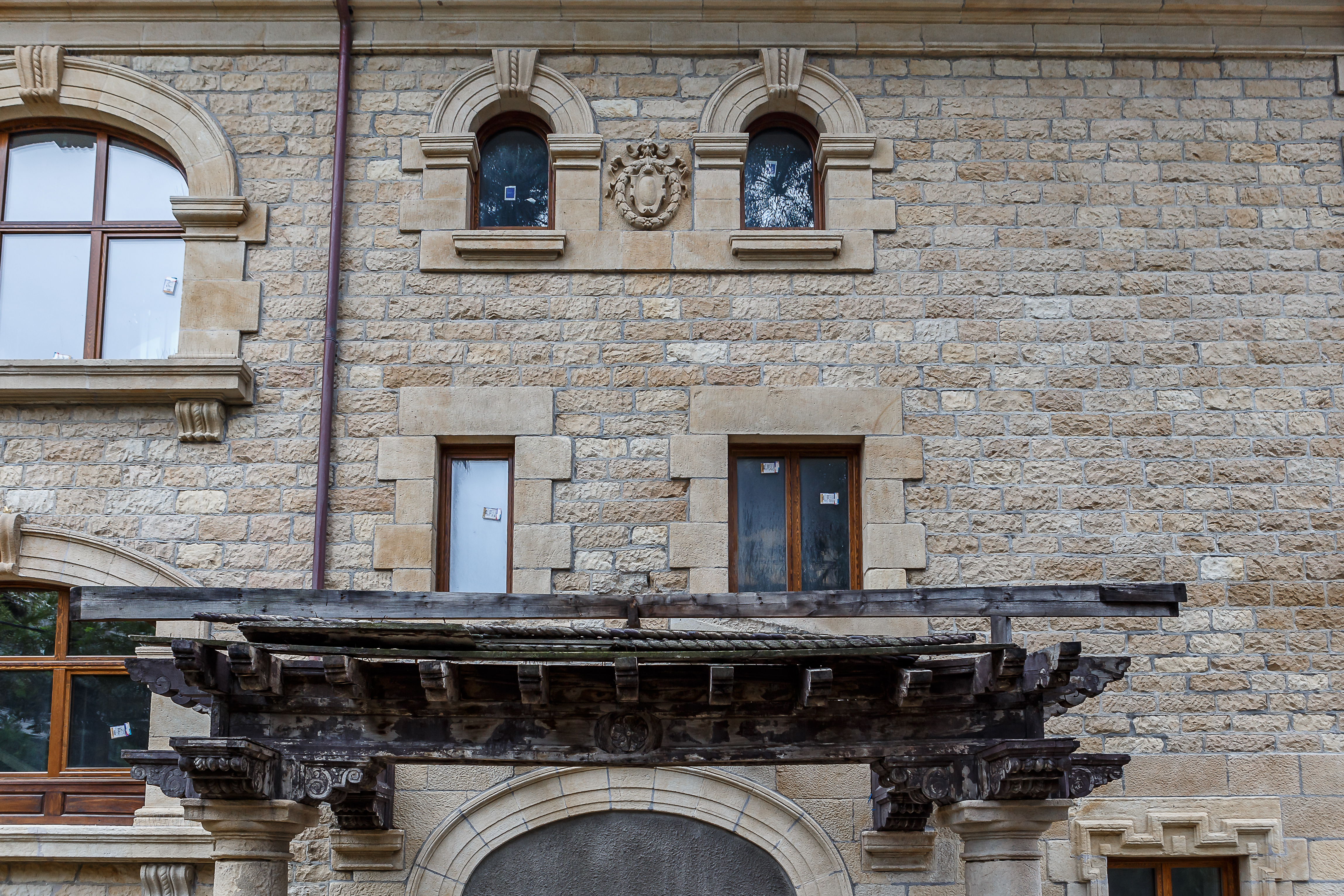
Detalle de la fachada.

En alzado se resuelve en semisótano, planta baja, dos alturas y buhardilla, más otra planta en la torre. El cuerpo de la torre se adelanta en la fachada principal, que es la lateral. La entrada se produce a través de un destacado soportal de acceso lateralizado de tres arcos de medio punto, al que se llega a través de una escalinata. Sobre él se desarrollan: una galería osolana, adintelada y columnada, y un balcón de homenaje abalaustrado cuyo ingreso se remata con un frontoncillo partido de aire renacentista coronado por pináculos. 
En el segundo piso los vanos adintelados se rodean de lienzos decorados en ladrillo con motivos de espina de pez. La última altura, la de la torre, presenta vanos adintelados enmarcados entre pilastras cajeadas, cuyos dinteles de madera son una prolongación de los aleros artesanados. 

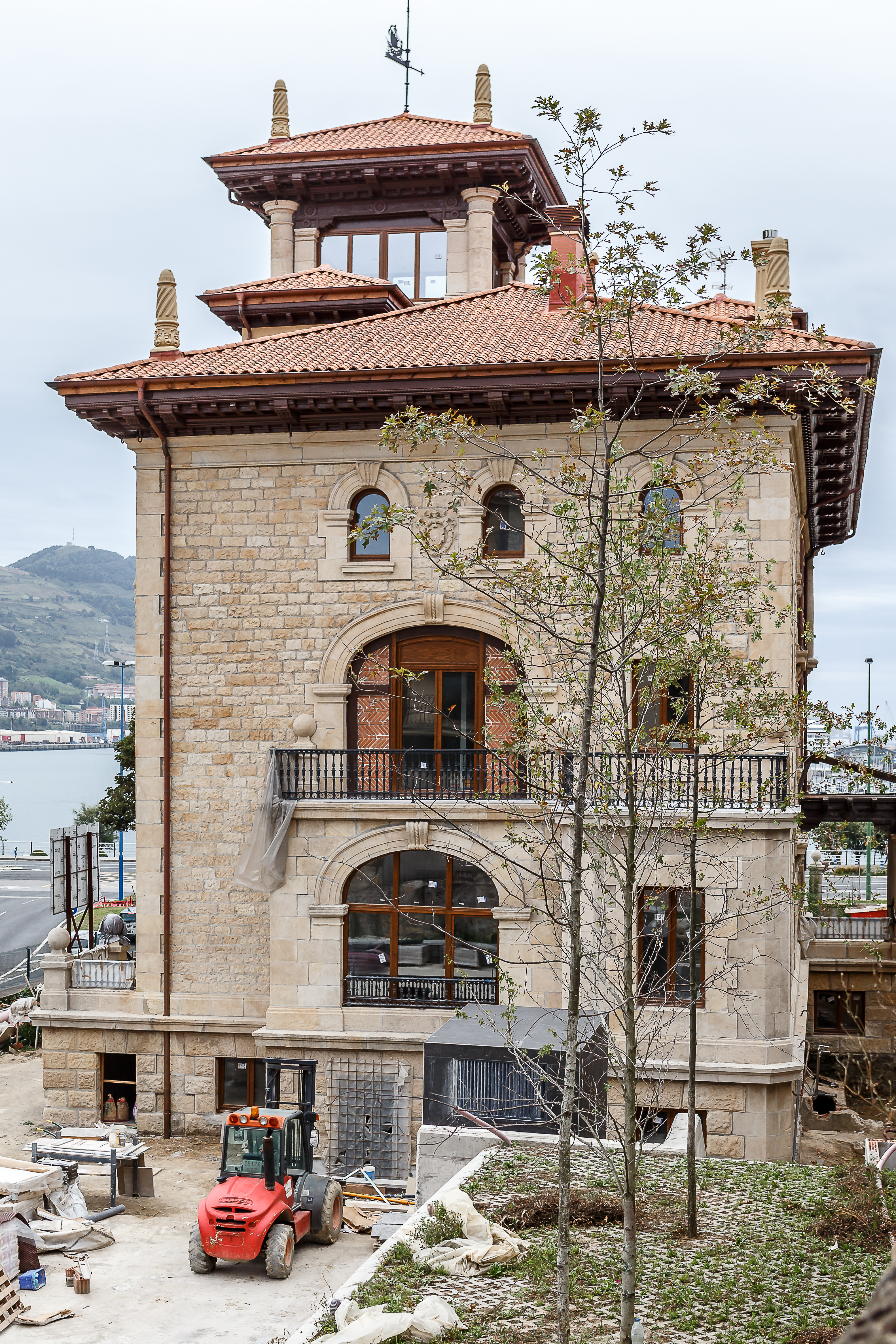
Fachada trasera del edificio.

La fachada orientada al mar cuenta con tres ejes principales de vanos. En ella sobresale el mirador volado de vanos acristalados en arco carpanel que ocupa toda la planta baja y da lugar, en el piso superior, a una gran terraza con tres accesos adintelados. El central se flanquea con pilastras avolutadas y aparece rematado por un frontoncillo triangular coronado con jarrones. El segundo piso acoge vanos adintelados entre columnas adosadas pareadas con alféizares decorados de veneras.
El elemento más destacado del conjunto es la elevada torre-que en esta ocasión no es angular- con miradores en su parte alta y rematada en los ángulos por rollos que perforan la cubierta, y que se repiten en el cuerpo principal del palacio. El interior es, sin embargo, un tanto atípico, ya que dispuso dos entradas en lados opuestos, lo que obligó a la creación de halls; con todo, se mantuvo el tradicional reparto burgués de los espacios.

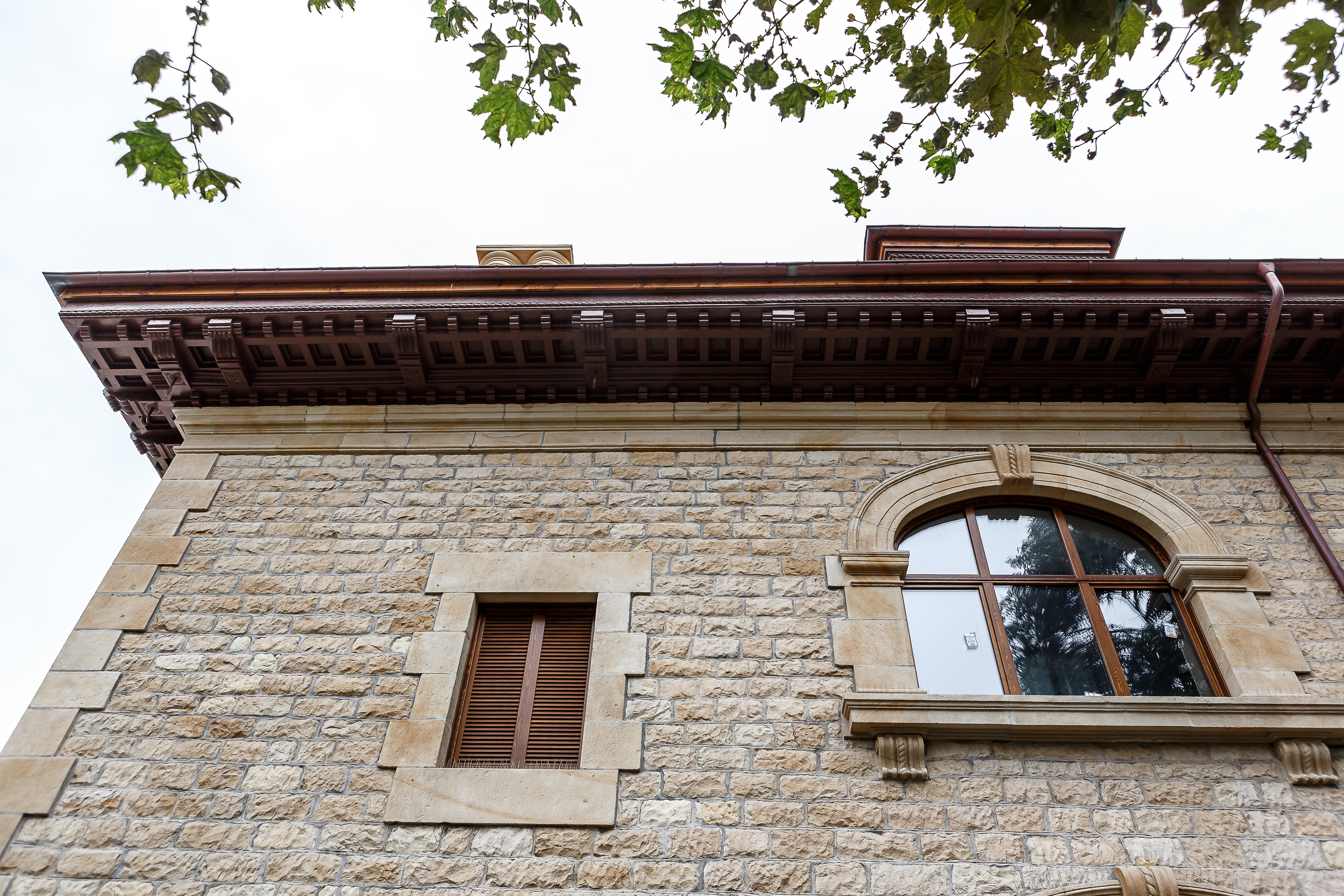
Detalle de la fachada en la que se muestran los aleros del tejado.

## Actualmente
Hoy en día se encuentra en la última fase de rehabilitación por el estudio de arquitectura Martín y León Arquitectos, en varias viviendas de altas calidades en honor a la arquitectura del palacete.
Por otro lado se encuentra cataloga como edificio de Especial Protección. 
Su emplazamiento, tamaño, riqueza, calidad arquitectónica y ambiental, convierten a Eguzki-Alde en uno de los edificios más conocidos y representativos de la arquitectura vizcaína del primer tercio del siglo XX.

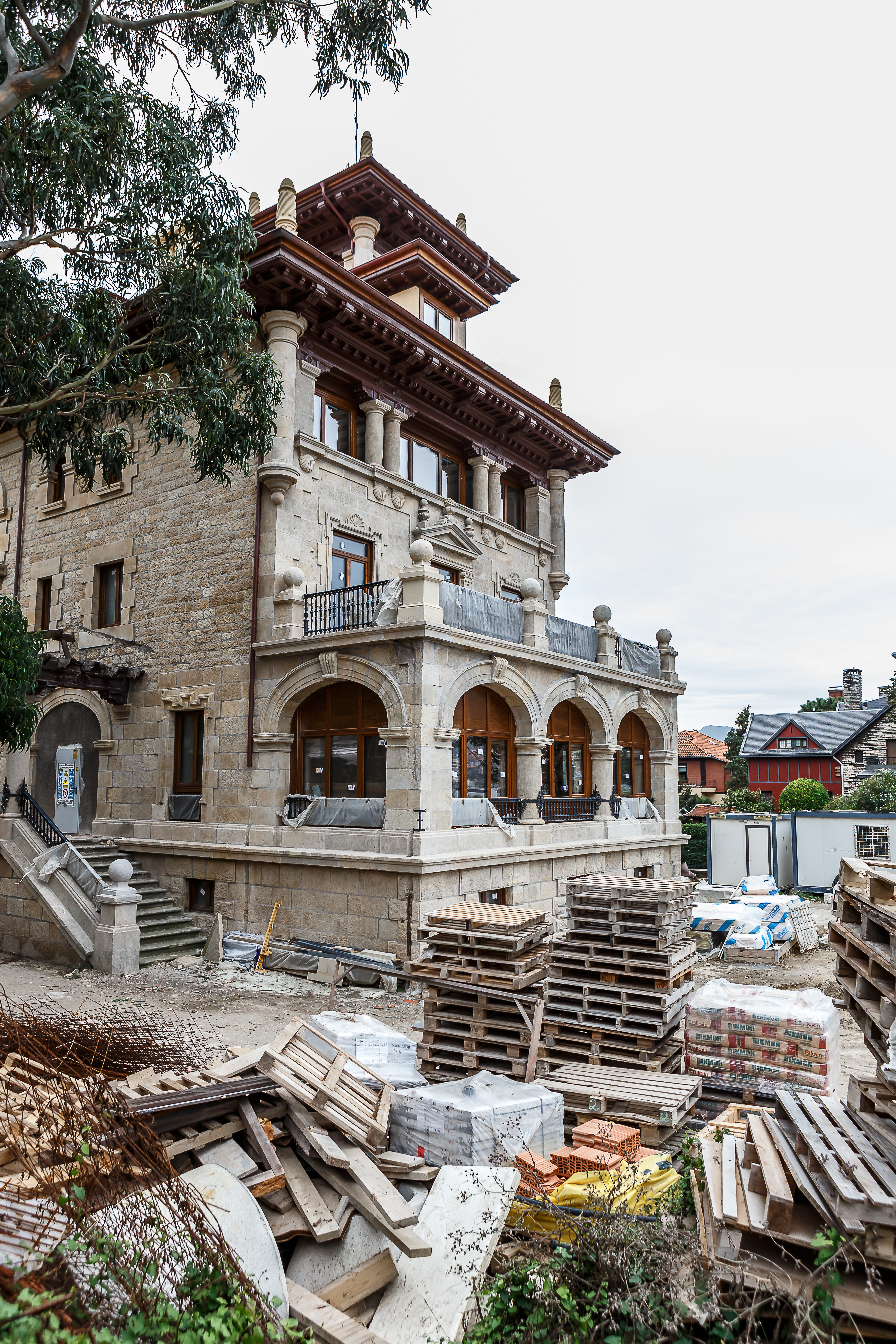
El edificio durante el proceso de rehabilitación.